# Thunbergia longifolia
Thunbergia longifolia är en akantusväxtart som beskrevs av Gustav Lindau. Thunbergia longifolia ingår i släktet thunbergior, och familjen akantusväxter. Inga underarter finns listade i Catalogue of Life.